# Gladiolus illyricus
Gladiolus illyricus, gladiolo o mayo es un lirio común  perteneciente a la familia Iridaceae.

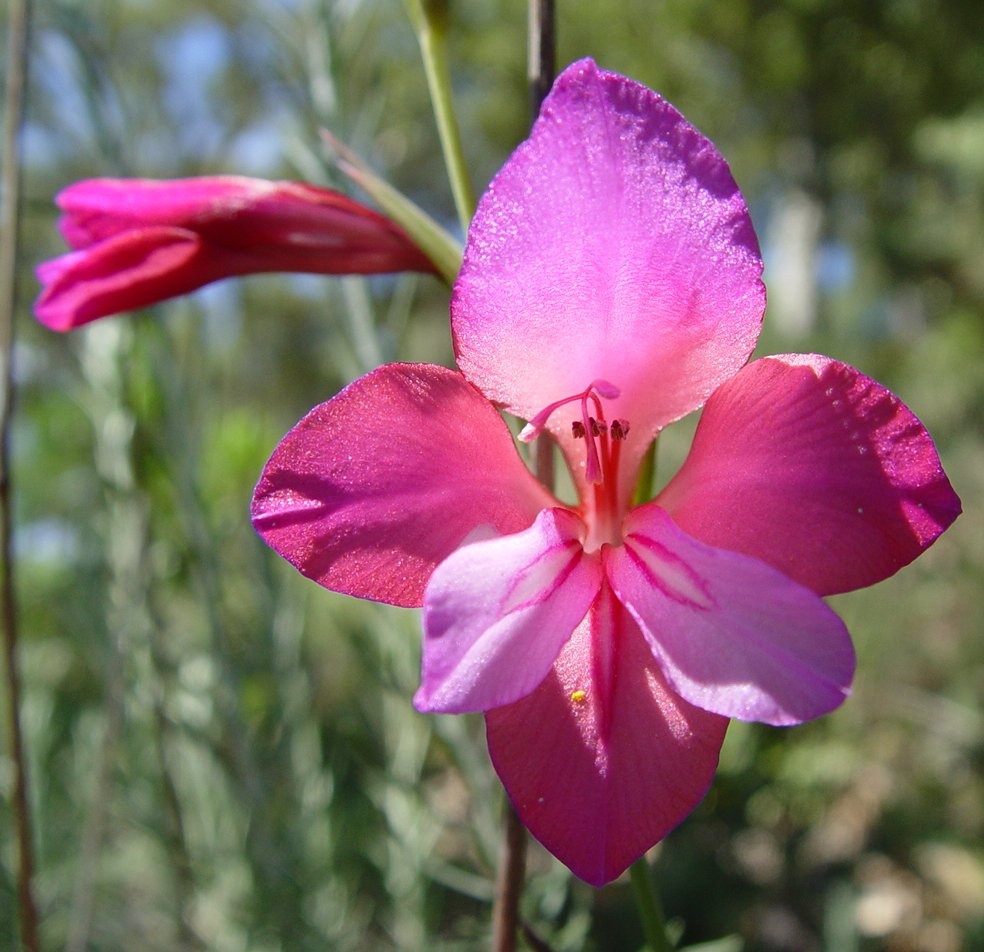
Flor

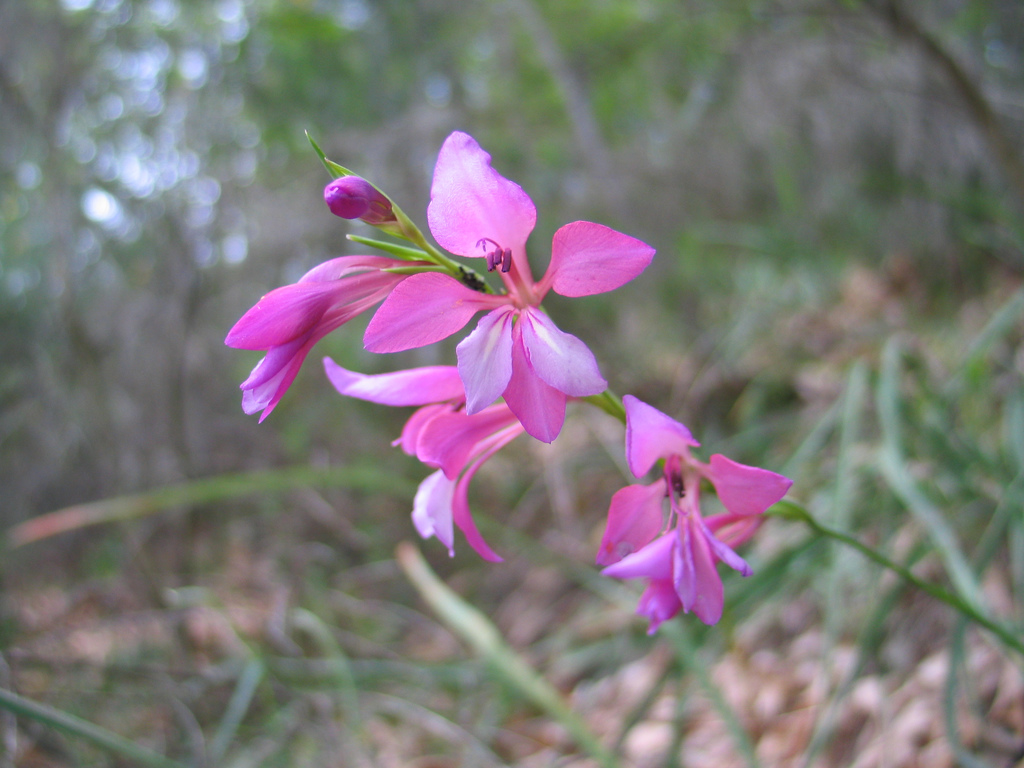
Flor

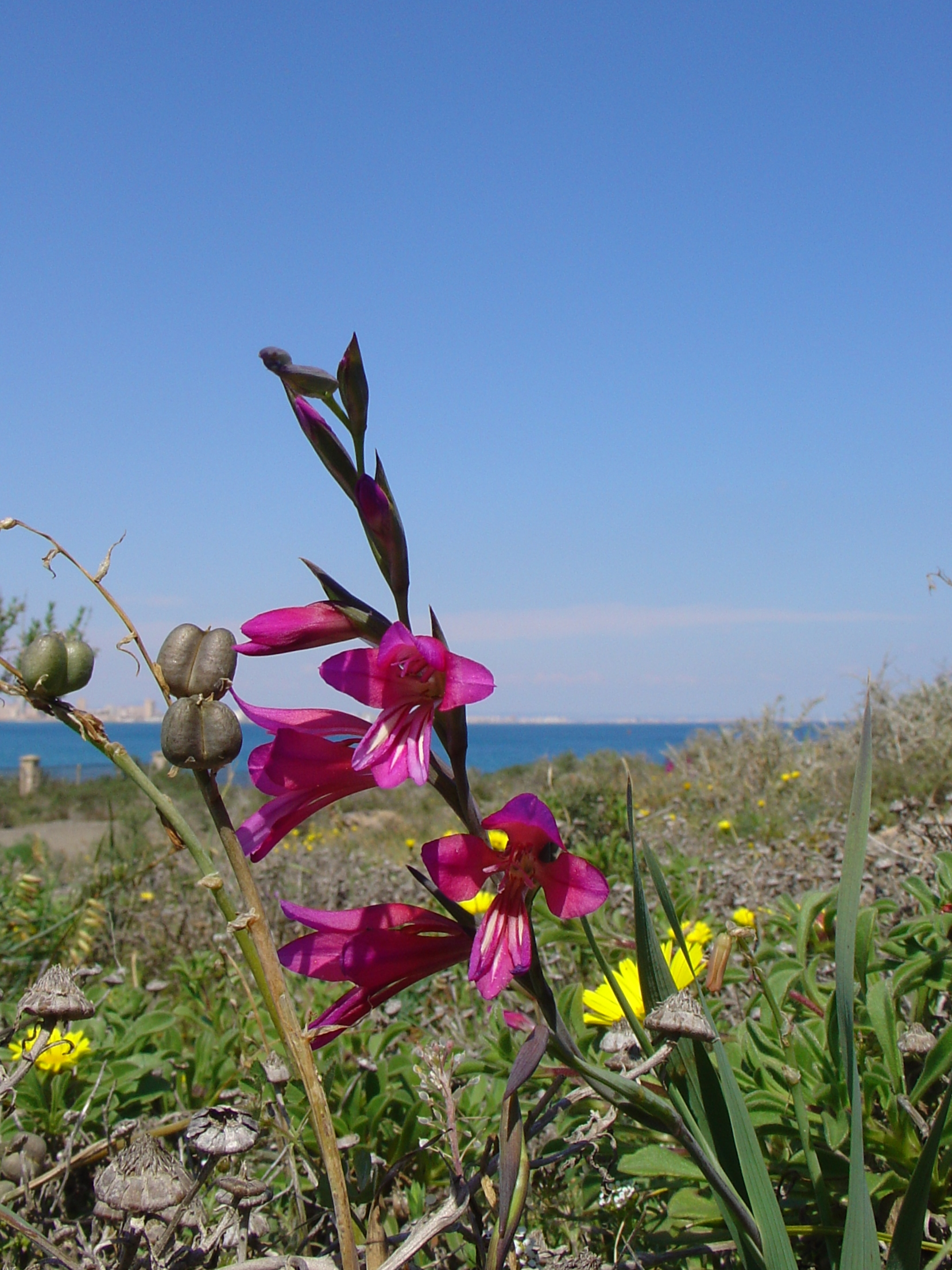
Flor

## Descripción
Es originario del sureste de la península ibérica, y los países del norte del Mediterráneo; entre ellos Francia, Italia, Grecia, Turquía, Macedonia, Rumanía ... Está caracterizado por: un porte de hierba perenne, bulbosa: hojas alternas, en forma de sable; flores de rosadas a púrpuras, en espiga unilateral, formadas por seis tépalos petaloideos soldados inferiormente en un tubo corto, con tres estambres; y fruto en cápsula con semilla alada.

## Hábitat
Habita en pastizales y roquedos, y se usa para decorar altares de la Virgen en el mes de mayo.

## Taxonomía
Gladiolus illyricus fue descrita por Johann Friedrich Wilhelm Koch y publicado en Synopsis Florae Germanicae et Helveticae 699. 1837.
Etimología
Gladiolus: nombre genérico que se atribuye a Plinio y hace referencia, por un lado, a la forma de las hojas de estas plantas, similares a la espada romana denominada "gladius". Por otro lado, también se refiere al hecho de que en la época de los romanos la flor del gladiolo se entregaba a los gladiadores que triunfaban en la batalla; por eso, la flor es el símbolo de la victoria.
illyricus: epíteto geográfico que se refiere a su localización en Illyria.
Sinonimia
- Gladiolus communis subsp. illyricus  (W.D.J.Koch) O.Bolòs & Vigo, Fl. Man. Paisos Catalans 4: 167 (2001).
- Gladiolus reuteri Boiss. in P.E.Boissier & G.F.Reuter, Pugill. Pl. Afr. Bor. Hispan.: 112 (1852).
- Gladiolus serotinus Welw. ex Boiss. & Reut., Pugill. Pl. Afr. Bor. Hispan.: 113 (1852).
- Gladiolus vexillare Martelli, Monocot. Sardoae: 101 (1901).
- Gladiolus narbonensis Bubani, Fl. Pyren. 4: 147 (1902).
- Gladiolus germanicus Jord. in C.T.A.Jordan & J.P.Fourreau, Icon. Fl. Eur. 2: 35 (1903).
- Gladiolus glaucus Heldr. ex Halácsy, Consp. Fl. Graec. 3: 186 (1904).[5]

## Nombre común
- Castellano: estoque, galas de avión, genciana, gladiolo, gladiolo menor, gladiolo silvestre, hierba estoque, pendientes de la reina, vareta, varetas, varica de San José, varita de San José.[6]